# ユー・アー・ヒストリー
「ユー・アー・ヒストリー」(You're History)は、シェイクスピアズ・シスターの楽曲。1枚目のスタジオ・アルバム『セイクリッド・ハート』から2枚目のシングルとして発売された。マーセラ・デトロイトが加入してから初のシングル。
ミュージック・ビデオはソフィー・ミュラーが監督を務めた。
バンドにとって初の全英シングルチャートトップ10入りを果たした。

## 収録曲
日本盤 3" シングル
1. ユー・アー・ヒストリー (マキシマイズド・バージョン)　- 6:41
2. ヒロイン (ライヴ・イン・レニングラード) - 4:49
3. ダーティー・マインド (ライヴ・イン・レニングラード) - 4:44

## チャート
| チャート (1989–1990年)                 | 最高位 |
| -------------------------------------- | ------ |
| オーストラリア (ARIA)                  | 20     |
| ヨーロッパ (Eurochart Hot 100)         | 29     |
| フィンランド (Suomen virallinen lista) | 5      |
| アイルランド (IRMA)                    | 12     |
| オランダ (Single Top 100)              | 51     |
| ニュージーランド (Recorded Music NZ)   | 28     |
| スウェーデン (Sverigetopplistan)       | 8      |
| UK シングルス (OCC)                    | 7      |
| 西ドイツ (GfK Entertainment charts)    | 55     |